# 陈堡镇
陈堡镇，是中华人民共和国江苏省泰州市兴化市下辖的一个乡镇级行政单位。

## 行政区划
陈堡镇下辖以下地区：
新陈社区、东南村、镇郊村、向沟村、校果村、宁乡村、唐庄村、蒋庄村、曹黄村、武泽村、四林村、蔡堡村、陆陈村、沈芦村、东彭村、袁家庄村、里堡村和高里庄村。